# 中村英一
中村 英一（なかむら えいいち、1947年3月2日 - ）は、日本の元アニメーター、キャラクターデザイナー。東京都出身。元シンエイ動画所属。日本アニメーター・演出協会（JAniCA）会員。

## 略歴
タップダンサーの父を持ち、姉が一人いる。少年時代より劇画や絵物語が好きで、将来は漫画家を目指していた。影響を受けた漫画家・画家にさいとう・たかを、平田弘史、石川フミヤス、山川惣治、阿部和助がいる。やがて漫画を描くための糧としていた小説を読むことが増え、特に吉川英治の『宮本武蔵』は筆を折るほどの衝撃を受けた。
高校卒業後、日本出版販売（日販）に勤めていたが、新聞広告でAプロダクション（現：シンエイ動画）のアニメーター募集を見つけ、応募したところ採用される。日販を2ヶ月で退職して、1966年に一期生としてAプロダクションに入社。尚、当時は百数十名の応募に対して、合格は中村含め4人という狭き門だった。
同期には須田正己、人見倫平がいたが、いずれも研修してすぐに離れてしまい、机を並べて仕事することはなかった。中村は一人残り、楠部大吉郎や大塚康生、小林治ら東映動画出身の先輩アニメーターから技術を吸収して、多数のアニメで原画を担当した。
1976年9月、Aプロダクションがシンエイ動画に改組された際に多くの先輩・同僚が独立する。中村にも移籍のオファーがあったが、会社を辞めるのが面倒だったのと、残った後輩を置いていけないという責任感から、本多敏行と共にシンエイ動画に留まることを選ぶ。椛島義夫から引き継いでパイロットフィルム『ドラえもん 勉強べやのつりぼり』の設定・作画監督を務めると、そのままテレビシリーズにもメインスタッフとして参加。以後、『ドラえもん』にほぼ専念し、トミプロダクション主宰の富永貞義と共に長きにわたる制作を支えてきた。
シンエイ動画では作画部長を務めるなど、所属アニメーターの管理・指導も担当し、大塚正実や渡辺歩らに多大な影響を与えた。また、原恵一が『ドラえもん』で各話演出を担当していた頃、原の演出手法に難色を示したアニメーターと揉めてしまい、中村が間に入って仲裁をした事もあった。
リニューアル後も引き続き各話の作画監督を担当していたものの、60歳を迎えた2007年3月に定年退職を勧告され、不本意ながらも「ちょうどいい区切り」として『ドラえもん』から勇退。4月30日付でシンエイ動画を退社したのと同時にアニメーターからも退いた。50代ごろから右手に腱鞘炎を患い、丸い線が描きにくくなったことから、引退後はプライベートでドラえもんを描くことすらほとんどなくなっていたという。
2024年、日中合作アニメ『小さなジャムとゴブリンのオップ』（木上益治原作、エクラアニマル制作）で1作限りのアニメーター復帰を果たす。

## 主な参加作品

### テレビアニメ
- オバケのQ太郎（1965年 - 1967年、動画）
- パーマン（1967年 - 1968年、動画）
- 巨人の星（1968年 - 1971年、原画）
- アタックNo.1（1969年 - 1971年、作画監督・原画）
- 珍豪ムチャ兵衛（1971年、原画）
- 新・オバケのQ太郎（1971年 - 1972年、作画監督補佐・原画）
- 赤胴鈴之助（1972年 - 1973年、原画）
- 荒野の少年イサム（1973年 - 1974年、原画）
- 侍ジャイアンツ（1973年 - 1974年、原画）
- はじめ人間ギャートルズ（1974年 - 1976年、原画）
- ガンバの冒険（1975年、原画）
- 元祖天才バカボン（1975年 - 1977年、原画）
- おれは鉄兵（1977年 - 1978年、原画）
- 一球さん（1978年、原画）
- ドラえもんシリーズ
  - ドラえもん (1979年のテレビアニメ)（1979年 - 2005年、キャラクターデザイン・総作画監督・作画監督・原画）
  - ドラえもん (2005年のテレビアニメ)（2005年 - 2007年、作画監督）

### 劇場映画
- パンダコパンダ（1972年、原画）
- パンダコパンダ 雨ふりサーカスの巻（1973年、原画）
- 草原の子テングリ（1977年、原画）
- ドラえもん のび太の恐竜（1980年、原画）
- ドラえもん ぼく、桃太郎のなんなのさ（1981年、作画監督）
- ドラえもん のび太の海底鬼岩城（1983年、原画）
- ドラえもん のび太の魔界大冒険（1984年、オープニング作画）

### 配信
- 小さなジャムとゴブリンのオップ（2024年、作画）